# تمثال المسيح الفادي
المسيح الفادي أو تمثال المسيح الفادي (بالبرتغالية: Cristo Redentor) هو تمثال ضخم على طراز فن «آرت ديكو» بمدينة ريو دي جانيرو بالبرازيل. يعد التمثال رمزاً للمدينة وأيقونة لها، ويعدّ أيضاً رمزاً للبرازيل كلها وللمسيحية في العالم أجمع. يبلغ ارتفاع التمثال 38 متراً (125 قدماً)، ويزن 1000 طناً ويقع على قمة جبل كوركوفادو (710 متراً). صمّم التمثال الفنان البرازيلي هيتور دي سيلفا كوستا، وقام بتنفيذه النحات الفرنسي باول لاندويسكي. يشرف التمثال على الحديقة القومية لغابة تيجوكا الأكبر في العالم، مطلاً على ريو دي جانيرو، ويعد واحداً من عجائب الدنيا السبع الجديدة، وهو مصنوع من الكونكريت والحجر الأملس.
قاعدة التمثال تحتوي على كنيسة رومانية كاثوليكية حيث تعقد فيها الأعراس والعماد وكثير من المناسبات الدينية ويشرف التمثال على منتزه وحديقة وطنية هي الأكبر في العالم.

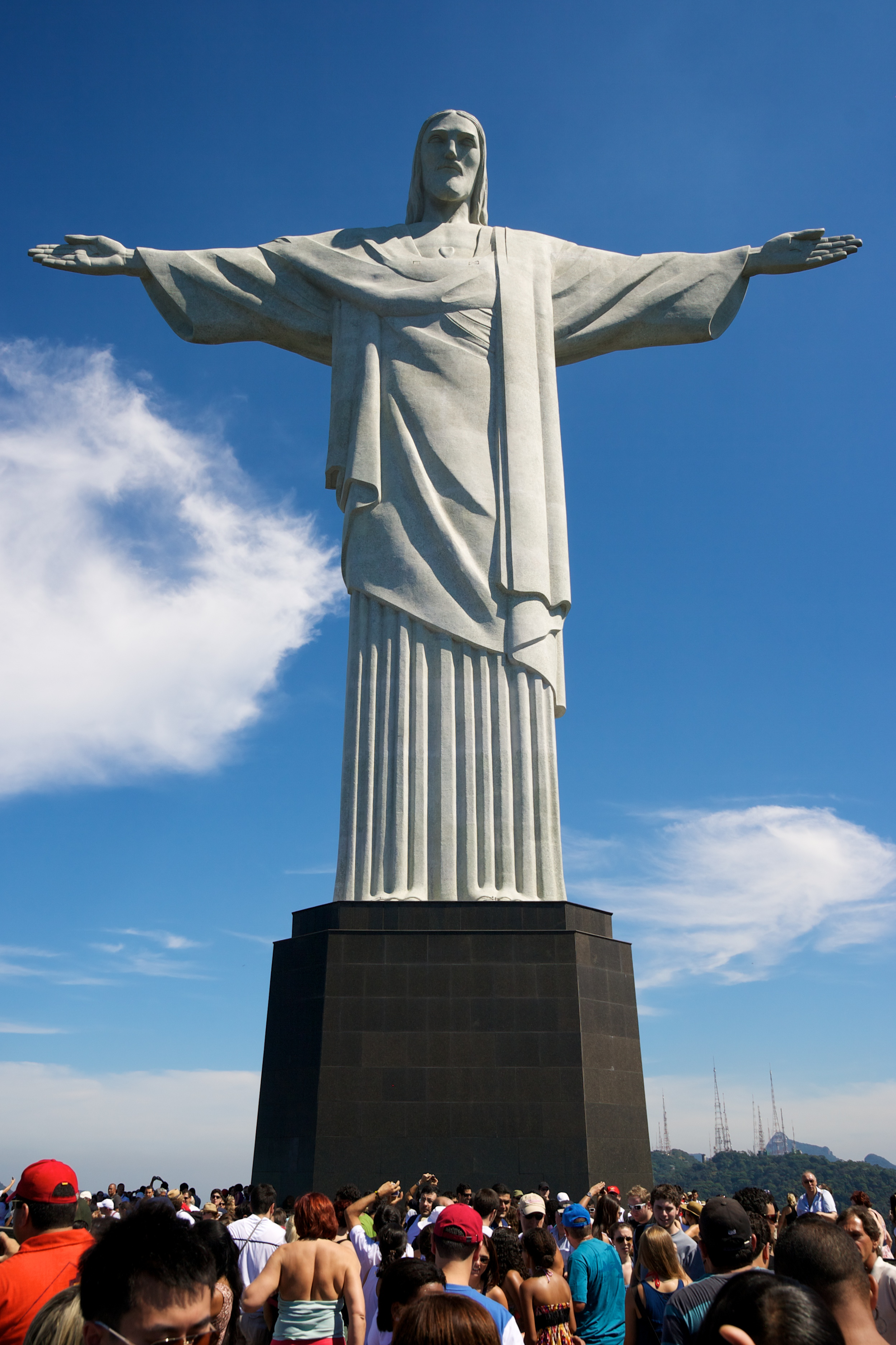
تمثال المسيح الفادي بريو دي جانيرو

## التاريخ
يعتبر تمثال المسيح الفادي رمزا للبرازيل كلها اليوم. وقد دشن قبل 75 عاما على جبل كوركوفادو في ريو دو جانيرو كوركوفادو الذي يرتفع عن سطح البحر 710 امتار. وهو من ابرز الأماكن السياحية في ريو دو جانيرو (8,1 مليون سائح في السنة). في عام 1859، وصل القس بيدرو ماريا بوس القادم من مدينة البندقية إلى مدينة ريودي جانيرو وأذهله جمال جبل كوركوفادو واقترح يومها بناء أي معلم كنسي عليه تكريماً للأميرة إيزابيل، وهو ما روج فكرة صنع تمثال ضخم للمسيح يستطيع الجميع مشاهدته في مدينة ريودي جانيرو. التمثال من تصميم البرازيلي هيتور داسلفا كوستا ونحت الفنان الفرنسي بول لاندوسكي الذي عمل فيه خمس سنوات قبل الانتهاء منه في 12 أكتوبر 1931. ومنذ ذلك التاريخ أصبح التمثال رمزاً للمدينة وحفاوة البرازيليين واستقبالهم الدافئ للضيف. يبلغ باع التمثال من أقصاه لأقصاه 28 متراً وفيه كنيسة صغيرة في أسفله. ويوفر التمثال للزائرين إطلالات رائعة على مدينة ريودي جانيرو والخليج وجبل شوغارلوف وشاطئي كوباكابانا وإبانيما.

## الصيانة

### 2009
في سنة 2009 تم إدخال هذا التمثال إلى المواقع المحمية من قبل منظمة الآثار الوطنية. وكان التمثال قد تم ترميمه في عام 1980. وفي التسعينات أيضاً كانت قد تمت عمليات ترميم وتصليح من قبل مدينة ريو دي جانيرو وجهات متعددة وشركات أخرى. وقد شهد أعمال صيانة أخرى سنة 2003 وبداية سنة 2012 ففي سنة 2003 تم إدراج وتنصيب ثلاثة مصاعد كل مصعد يسع ل14 شخصاً وسلم تصل إلى أعلى القاعدة للسواح. وفي سنة 2010 ولمدة أربعة أشهر قامت شركة تنجيم بالتركيز على التمثال وقد تم تنظيف الغلاف الخارجي وتلميعه وإصلاح بعض الشقوق الصغيرة في الهيكل. وأيضاً جالبة الصواعق التي تحمي التمثال والموجودة في أعلى الرأس واليدين تم إصلاحها.
تطلبت عمليات الصيانة مئة عامل و 60,000 قطع حجرية أخذت كلها من نفس المنجم الذي أخذت منه الأحجار لبناء التمثال الأصلي. وعند انتهاء الترميم وضع اللونين الأصفر والأخضر للاحتفال والتشجيع بالمنتخب البرازيلي الذي كان يلعب في بطولة كأس العالم لكرة القدم 2010 آنذاك التي كانت مقامة في جنوب أفريقيا.
في يناير 2014 تسببت عاصفة قوية مصحوبة بالبرق في كسر أصبع الإبهام للتمثال. ويقول المعهد الوطني لأبحاث الفضاء في البرازيل إن التمثال يتعرض لومضات البرق بمتوسط ثلاث إلى خمس مرات سنويا

### 2013
أدت الصاعقة التي ضربت تمثال المسيح الفادي إلى قطع جزء من إبهام يده اليمنى. وقال الأب أوسمار رابوسو، وهو المسؤول عن الموقع الذي يعتبر من عجائب الدنيا السبع الجديدة، أن التمثال سيرمم في شباط 2014 .
يلاحظ كذلك أن نصف الإبهام الأيمن ليد التمثال تحطم جراء الصاعقة. وقال المعهد الوطني لبحوث الفضاء إن 40 ألف برق أضاء سماء ريو دي جانيرو خلال العاصفة التي استمرت ثلاث ساعات الخميس 16 كانون الثاني 2013، وأدت إلى اقتلاع عشرات الأشجار وفيضانات في شوارع عدة. وبسبب الرياح التي بلغت سرعتها 87 كيلومتراً في الساعة، أغلق مطار الرحلات الداخلية في ريو، فيما علّقت رحلات عبور خليج ريو بالمراكب.

### عجائب الدنيا السبع
بتاريخ 7 يوليو 2007 أدخل تمثال المسيح الفادي إلى قائمة عجائب الدنيا السبع الجديدة.

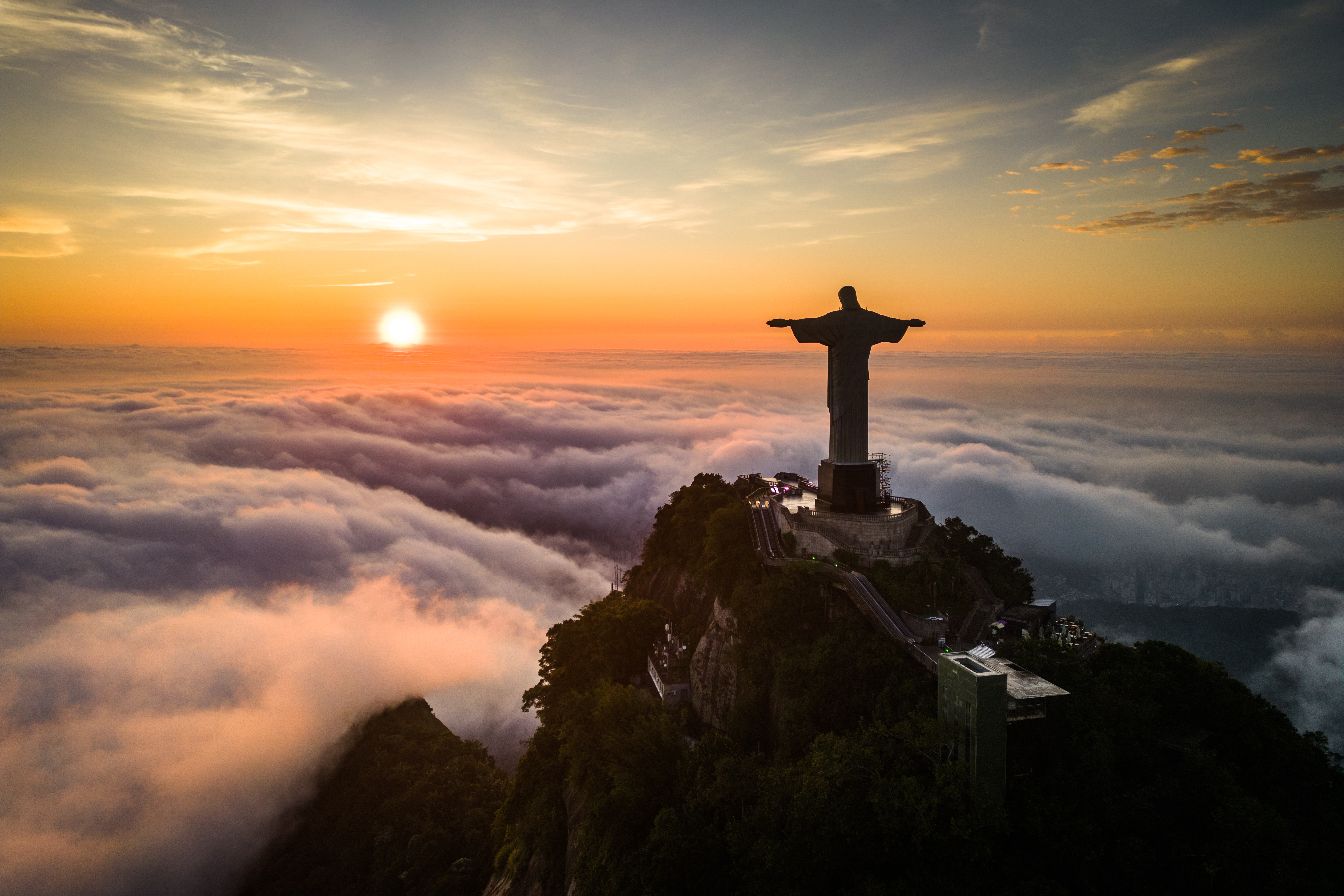
منظر لتمثال السيد المسيح فوق مدينة ريو دي جانيرو

### حقائق سريعة
- تكلفة بنائه بلغت 250,000$ دولار أمريكي أو ما يساوي 3,257,463$ دولار أمريكي في يومنا هذا.
- سبب بنائه كان لإظهار أن يسوع المسيح يحب الجميع ولذلك نرى يدي التمثال مفتوحتين.
- ارتفاع التمثال يبلغ 39 متراً ووزن التمثال 635 طن.
- يوجد في التمثال ثلاثة مصاعد كل منها يسع ل14 شخصاً.

## الإعلام والسينما
يظهر تمثال المسيح الفادي في أعمال إعلامية وسينمائية مختلفة مثل الفيلم الكارتوني ريو وملحمة الشفق: قمر جديد وأيضاً في ملحمة الشفق: بزوغ الفجر وأيضاً فيلم آخر أثار ضجة كبيرة وأثار غضب الناس عندما تم استعماله في الفيلم «2012 (فيلم)» في مشهد الدمار حيث يهدم بفعل هزة أرضية في هذا المشهد من الفيلم. وأيضاً هذا التمثال يظهر في الألعاب الإلكترونية مثل درايفر 2 وكول أوف ديوتي: مودرن وورفير 2 وغيرهما الكثير.